# 羅賓·本青
羅賓·本青（德語：Robin Benzing，1984年1月3日—），德國籃球運動員。他出生在慕尼黑，現在效力於德國籃球聯賽球隊拜仁慕尼黑籃球俱樂部。他也代表德國國家男子籃球隊參賽，隨隊出戰2020年夏季奧林匹克運動會。